# Arnold Jackson
Arnold Nugent Strode Strode-Jackson CBE DSO & Three Bars, född 5 april 1891, död 13 november 1972, var en brittisk friidrottare, officer i den brittiska armén och jurist (barrister). Han segrade på distansen 1500 meter vid Olympiska sommarspelen 1912 i Stockholm. Han blev den yngste brigadgeneralen i den brittiska armén och han var en av de officerare som fick flest utmärkelser under första världskriget.

## Ungdomsåren
Arnold Jackson föddes som Arnold Nugent Strode Jackson i Addlestone i Surrey, men bytte namn till Strode-Jackson den 31 mars 1919 (vilket uppmärksammades i The London Gazette den 1 april 1919). Han var son till Morton Strode Jackson och Edith Rosine Martin, och sonson till generallöjtnant George Jackson. Hans farbror var Clement Jackson, idrottare, akademiker, skattmästare på Hertford College, Oxford och medgrundare till Amateur Athletic Association. Författaren Myrtle Beatrice Strode Strode-Jackson var hans syster.
Jackson fick sin utbildning på Malvern College, där han var lagkapten för idrottslaget och det var där han fick smeknamnet "Jackers". Han började på Brasenose College, Oxford 1910, och avlade där en juristexamen.

## Idrottskarriär

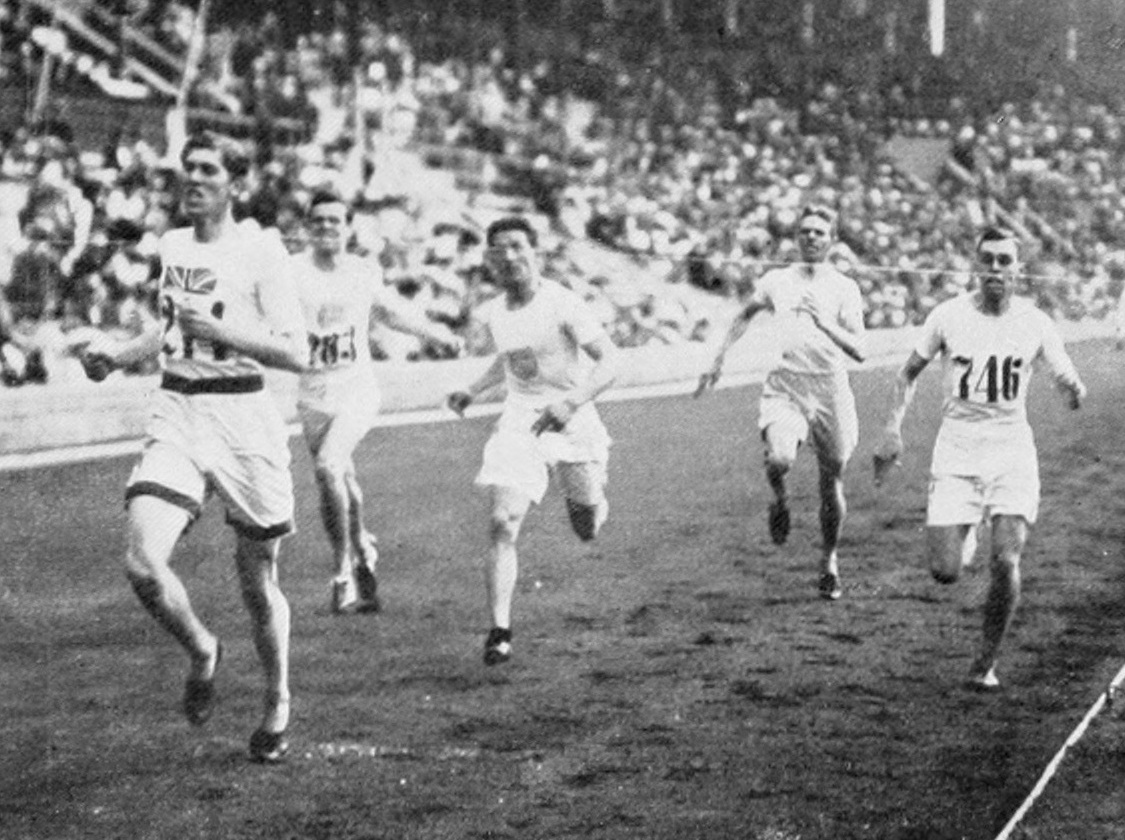
Arnold Jackson som segrare på distansen 1500 m vid Olympiska sommarspelen 1912 i Stockholm.

Jackson ägnade sig åt rodd, fotboll och landhockey. Han segrade i ett lopp på en mile för Oxford mot Cambridge tre gånger och var ordförande för Oxford University Athletic Club.
År 1912, då han fortfarande studerade, avbröt han sin fiskesemester i Norge och tog tåget till Stockholm för att delta i de olympiska spelen. Han hade inte blivit uttagen av det brittiska laget, men han och hans vän Philip Baker kunde ändå anmäla sig som deltagare som privatpersoner. Detta var de sista olympiska spel där denna typ av anmälningar var tillåtna. Jacksons träning med massage, golf och gång ansågs då väldigt avslappnade.
Amerikanerna hade stora förhoppningar att vinna guld på 1500 m, då de var dominerande på distansen och sju av löparna i finalen var från USA. Loppet började ganska lugnt tills amerikanen Norman Taber gick upp i ledningen och ökade farten. När klockan ringde inför det sista varvet ledde den amerikanske världsrekordhållaren Abel Kiviat, följd av Taber och John Paul Jones, som hade världsrekordet på en mile. I den sista kurvan anslöt sig Mel Sheppard och Jackson tillsammans med svensken Ernst Wide. De tre amerikanerna sprang i bredd för att förhindra att någon skulle kunna ta sig förbi, så Jackson fick springa långt ut. När det var ungefär 45 meter kvar började Jones och Wide krokna och Jackson kom upp jämsides med Kiviat och Taber och lyckades ta guldet på tiden 3:56.8, vilket var olympiskt rekord. Både Kiviat och Taber fick tiden 3:56.9 och man fick använda målkamera för första gången i ett olympiskt spel för att avgöra att det var Kiviat som tog silvret och Taber bronset. Wide slutade femma och Baker sexa. Loppet kallades "the greatest race ever run" ("det främsta lopp som nånsin sprungits"). Jackson var 21 år gammal och är fortfarande den yngsta som vunnit distansen på 1500 m på ett olympiskt spel.

## Militär karriär
Då första världskriget bröt ut i augusti 1914 blev Jackson kommenderad till Loyal North Lancashire Regiment och i september samma år blev han andrelöjtnant i 13th (Service) Battalion, The Rifle Brigade.  Med dem for han till Frankrike. 
I december 1914 blev han befordrad till tillfällig löjtnant, i juli 1916 blev han kapten. I juni 1917 blev han tillförordnad major och fick motta sin första DSO-utmärkelse. I augusti samma år blev han tillförordnad överstelöjtnant och i maj 1918 blev han befordrad till överstelöjtnant och blev befäl över 13th Battalion, King's Royal Rifle Corps. I oktober 1918 blev han tillförordnad brigadgeneral. Han blev den yngsta brittiska brigadgeneralen i den brittiska armén. 
Kriget satte stopp för hans idrottskarriär då han sårades tre gånger och blev permanent förlamad.

## Senare delen av hans liv
Arnold Jackson var en del av den brittiska delegationen på Fredskonferensen i Paris 1919 och fick utmärkelsen CBE för sitt arbete där. Han blev medlem av Middle Temple. 
Han blev medlem av den brittiska olympiska kommittén 1920 och var en av grundarna till Achilles Club.
Jackson emigrerade till USA 1921 där han arbetade inom industrin samt som fredsdomare i Connecticut. Han anordnade den första Kentucky Derby Festival 1935. Under andra världskriget arbetade han för Kentuckys guvernör och var ansvarig för inspektörer och försiktighetsåtgärder mot sabotage. Han mottog även konvojer som kom till New York och hjälpte soldater.
Han blev amerikansk medborgare 1945. År 1963, då hans hustru Dora dog, återvände han till Oxford och dog där den 13 november 1972.

## Eftermäle
En pjäs om hans liv, “Strode-Jackson” skrevs av Mike Hodd och Jack Thorington. Den hade premiär på King's Head Theatre i London 1979.
På Vincent's Club i Oxford finns en oljemålning av Jackson i naturlig storlek. Den låg under många år bortglömd i Brasenose Colleges källare innan den räddades och renoverades.

### Övriga källor
1. 1 2 3 4  Olympedia, 2006, Olympedia person-ID: 69185, läst: 22 december 2022.[källa från Wikidata]
2. ↑  ”Ny teknik - Målfoto räddade OS-tidtagningen”. Arkiverad från originalet den 30 juli 2012. https://web.archive.org/web/20120730003936/http://www.nyteknik.se/nyheter/innovation/forskning_utveckling/article3511474.ece. Läst 1 augusti 2012.